# 파이살 파즈르
파이살 파즈르(아랍어: فيصل فجر, Fayçal Fajr, 1988년 8월 1일 ~ )는 모로코의 축구 선수로, 현재 사우디 프로페셔널리그의 알웨흐다 FC와 모로코 축구 국가대표팀에서 공격형 미드필더로 뛰고 있다.